# Auderghem
Auderghem (neerlandès: Oudergem) és un dels 19 municipis de la Regió de Brussel·les-Capital dins Bèlgica.

Té una població de 29 265 habitants en una superfície de 9,0296 km². Limita amb les comunes d'Etterbeek, Ixelles, Overijse, Tervuren, Woluwe-Saint-Pierre i Watermael-Boitsfort.

## Història
Hi havia tres viles al bosc (Auderghem, Watermael i Boitsfort) separades després de segles de formar-ne una de sola...
El 1794, els soldats de la Revolució Francesa decideren separar Auderghem, Watermael i Boitsfort per fer 3 comunes distintes. El 1811, Napoleó I de França, per decret imperial, decidí de reunir novament en una sola entitat administrativa les 3 viles de Watermael, Boitsfort i Auderghem. Però Auderghem fou ràpidament privada, per ordre reial, de no pertorbar pas l'existència de la vila de Watermael-Boitsfort i en fou separada. Auderghem esdevingué aleshores una comuna independent en 1863, amb 1.600 habitants